# 福島正人
福島 正人（ふくしま まさと、1969年9月14日 - ）は、合同会社夢をカナエル代表社員、中小企業診断士。

## 来歴
千葉県立東葛飾高等学校卒業。成城大学法学部法律学科卒業。2004年に経営コンサルタントの国家資格である「中小企業診断士」を取得。2006年5月に合同会社夢をカナエルを設立、代表社員に就任する。
2013年度中小企業経営診断シンポジウムで、中小企業診断協会会長賞を受賞。東洋大学大学院 講師（経営学研究科中小企業診断士登録コース）。

## 出版
書籍
- 2009年10月 『ストーリーで読む　診断士ギョーカイ用語辞典150』同友館（共著）
- 2010年12月 『中小企業でもすぐに始められる!組織と人材の育ち合いプログラム』労働調査会（共著）
- 2010年12月 『プロリーマンになろう―新社会人の教科書』同友館
- 2012年 5月 『１か月であなたの人生が変わる！　究極の質問』労働調査会
- 2013年 3月 『診断士教科書 中小企業診断士 人気講師が教える受かる! 勉強法』翔泳社
- 2019年 2月 『海外絵本 大人になるまえに知っておきたいお金のこと』ひさかたチャイルド（監修）
- 2020年 6月 『図解でわかるビジネスフレームワーク いちばん最初に読む本』アニモ出版

### DVD
- 2010年10月 『会計事務所経営支援セミナーDVD6[業務スキルアップ編2] (元銀行マンが教える！税理士のための顧問先への銀行取引指導のポイント) 』第一法規

## 番組出演
テレビ
- 新報道2001（フジテレビ 2009年12月6日放送）[4]
- 笑っていいとも！（フジテレビ 2013年10月2日放送））[5]
- スーパーニュース（フジテレビ 2015年1月14日放送））[6]
- これってナンダイ！？市立柏研Ｑ所（カシケン）（J:COM 2015年1月16日～2015年1月31日放送））[7]
- これってナンダイ！？市立柏研Ｑ所（カシケン）（J:COM 2017年6月16日～2017年6月30日放送））[8]
- ＦＮＮプライムニュース イブニング（フジテレビ 2019年2月14日放送））[9]
- ＦＮＮプライムニュース イブニング（フジテレビ 2019年2月15日放送））[10]
- 情報プレゼンター　とくダネ！（フジテレビ 2019年4月10日放送））[11]